# Judex 34
Judex 34 è un film del 1934 diretto da Maurice Champreux. Il regista, genero di Feuillade, ripropose il personaggio di Judex creato per il cinema da Louis Feuillade, una figura di vendicatore tratta dal romanzo popolare Judex di Arthur Bernède. Fu interpretato tra gli altri da Louise Lagrange, qui al suo ultimo film, una delle protagoniste della saga Les Vampires.

## Produzione
Il film fu prodotto da Charles Le Fraper.

## Distribuzione
Uscì nelle sale cinematografiche francesi il 5 maggio 1934.